# Матей Стойков
Капитан I ранг Матей Стойков Хаджистойков (1861 – 1928) е български офицер и картограф.
Роден е в Сопот на 18 май 1861 г. Завършва 4-класното училище в родния си град, Априловската гимназия в Габрово и Роберт колеж в Цариград.
Участник е в т.нар. „златна рота“ на кап. Александър Стрижевски, където служи 4 месеца до нейното разформироване. Служи за кратко в Източнорумелийската милиция. През годините 1883 – 1885 е директор на Одринското трикласно мъжко училище. През 1885 г. завършва Военното училище в София.
След Съединението е произведен в първи офицерски чин и назначен в Първа пловдивска дружина. Участва в боевете в Сръбско-българската война, за което е награден със сребърен медал лично от княз Александър I. След войната на 28 ноември 1885 г. получава назначение като командир на 1-ва рота от 1-ва дружина на Сливенския полк. От 1888 г. е преведен на служба в Дунавската военна флотилия в портовата рота на пристанище Русе.
Изпратен е да учи и завършва с отличен успех военноморската академия в гр. Ливорно, Италия, където е приет с чин „мичман първи ранг“, а през август 1889 г. е произведен в чин лейтенант. След завръщането си в България е назначен за командир на кораба „Крум“, но след това е командирован в Цариград, където специализира морска картография в английски военно-учебен център за подготовка на командни кадри на османската армия.
След завършването с отличие на курса по картография е изпратен да картографира българския черноморски бряг. За тази си работа е награден с орден „За заслуга“ и е назначен за помощник-началник на Морската част. През февруари 1900 г. е произведен в чин капитан-лейтенант и е назначен за капитан на Русенското пристанище. През 1904 г. е назначен за началник на Дунавската флотилия и е произведен в чин капитан III ранг, а от 18 март 1908 г. е капитан I ранг. Същата година по собствено желание Матей Стойков преминава в запаса.
Заради големите му заслуги по спасяване на множество чуждестранни кораби по Дунава е награждаван с високи руски, румънски и австро-унгарски ордени.
Той е сред създателите на Дунавската флотилия и автор на първата българска навигационна карта на Дунав от р. Тимок до гр. Силистра, на зимовището на Русенското пристанище и изкуствения остров срещу него, наречен на негово име – Матей.
Владеел е перфектно 7 чужди езика: румънски, турски, английски, руски, немски, италиански и френски.
Умира на 29 януари 1928 г. в родния си град Сопот.

## Военни звания
- Подпоручик – 12 септември 1885 г.
- Поручик – 7 юни 1888 г.[1]
- Мичман I ранг - есента на 1888 г.
- Лейтенант - лятото на 1889 г.[1]
- капитан – 2 август 1894 г.
- майор – 14 февруари 1900
- подполковник – 14 февруари 1904
- полковник – 10 март 1908

## Памет
- На негово име е наречен остров Матей край Русе, понастоящем полуостров, част от Русенската корабостроителница и пристанище Русе;
- Улица "Матей Стойков" стигаща до Русенската корабостроителница.